# Малобыково
Малобыково — село в Красногвардейском районе Белгородской области. Входит в состав Стрелецкого сельского поселения.

## География
Село расположено в лесостепной зоне, на берегу реки Тихая Сосна. Находится в 9 километрах от райцентра Бирюча. Вдоль села проходит автодорога регионального значения 14К-1 (Белгород — Павловск).

## История
Основание Малобыкова связано со строительством города-крепости Усерд. Ниже по Тихой Сосне поселились пушкари, образовав небольшую Пушкарскую слободу.
В округе слободы возник хутор, получивший название по его основателю — Малый хутор Быкова. Впоследствии он слился с другими хуторами и слободой Пушкарской.
Первые крестьянские товарищества (кооперативы) появились в Малобыково ещё в начале 1920-х годов, а к 1932 году в местном колхозе «Большевик» было 300 лошадей, 70 плугов и 150 сох. С июля 1928 года Мало-Быково — в Стрелецком сельсовете Будённовского (Красногвардейского) района.
В 1942 году село было оккупировано немцами. Освобождено в 1943 году. К концу 1940-х гг. село было электрифицировано и радиофицировано.
В 1976 году в Малобыкове появился Дом культуры, через 2 года — фельдшерско-акушерский пункт и детский сад. В начале 1990-х гг. в Малобыково проложили водопровод, заасфальтировали ряд улиц, провели газ.
В 2013 году на окраине села начал работу научно-образовательный инновационный центр «Бирюч». При инновационном центре сформировался научный микрорайон, в 2022 году выделенный в отдельный населённый пункт — посёлок Белая Вежа.

## Население
На 1 января 1932 года в Малобыково насчитывалось 1518 жителей. На 17 января 1979 года в селе — 1115 жителей, на 12 января 1989 года — 898 человек (402 мужчины и 496 женщин).
| 1859 | 1897  | 2002 | 2010 |
| ---- | ----- | ---- | ---- |
| 793  | ↗1049 | ↘887 | ↘712 |